# Antony and the Johnsons (album)
Antony and the Johnsons är ett musikalbum av gruppen Antony and the Johnsons, släppt 1998.

## Låtlista
All musik är skriven av Anohni.
1. "Twilight" – 3:49
2. "Cripple and the Starfish" – 4:11
3. "Hitler in My Heart" – 3:32
4. "Atrocities" – 3:53
5. "River of Sorrow" – 4:03
6. "Rapture" – 3:57
7. "Deeper Than Love" – 4:40
8. "Divine" – 3:13
9. "Blue Angel" – 3:35